# فشار (فیلم ۱۹۸۷)
فشار (به انگلیسی: The Squeeze) فیلمی اکشن کمدی محصول سال ۱۹۸۷ و به کارگردانی راجر یانگ است. در این فیلم بازیگرانی همچون مایکل کیتون، را داون چونگ، جو پانتولیانو، میت لوف و لزلی بیوس ایفای نقش کرده‌اند.